# Galumna nilgiria
Galumna nilgiria är en kvalsterart som först beskrevs av Ewing 1910.  Galumna nilgiria ingår i släktet Galumna och familjen Galumnidae. Inga underarter finns listade i Catalogue of Life.